# 圣伊莱尔莱库尔布
圣伊莱尔莱库尔布（法語：Saint-Hilaire-les-Courbes，法語發音：[sɛ̃.t‿ilɛʁ le kuʁb]）是法国科雷兹省的一个市镇，属于蒂勒区。

## 地理
圣伊莱尔莱库尔布（45°36'38"N, 1°50'1"E）面积36.36 平方千米，位于法国新阿基坦大区科雷兹省，该省份为法国中南部省份，北起上维埃纳省和克勒兹省，西接多爾多涅省，南至洛特省，东临多姆山省和康塔爾省。
与圣伊莱尔莱库尔布接壤的市镇（或旧市镇、城区）包括：尚伯雷、拉塞勒、莱斯塔尔、特雷尼亚克、维扬。

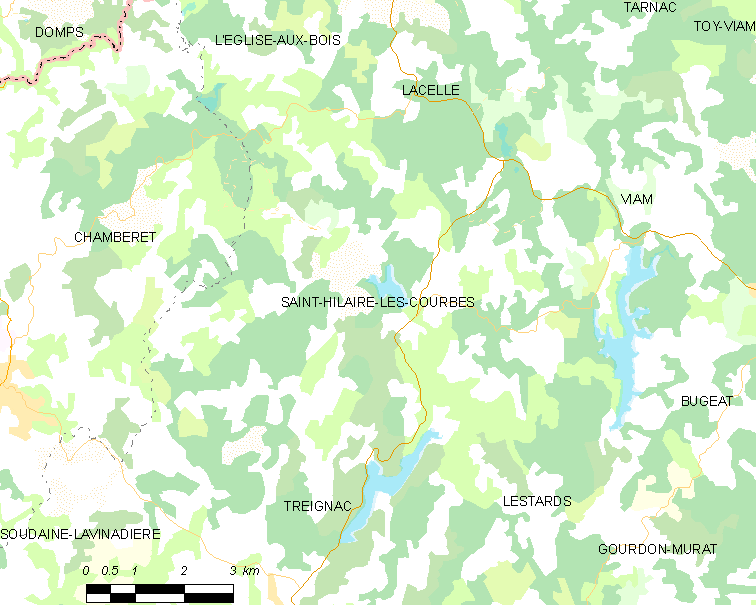
圣伊莱尔莱库尔布的OSM定位图

圣伊莱尔莱库尔布的时区为UTC+01:00、UTC+02:00（夏令时）。

## 行政
圣伊莱尔莱库尔布的邮政编码为19170，INSEE市镇编码为19209。

## 政治
圣伊莱尔莱库尔布所属的省级选区为塞亚克-莫内迪耶尔县。

## 人口

1962-2008年间圣伊莱尔莱库尔布人口变化图示

圣伊莱尔莱库尔布于2022年1月1日时的人口数量为173人。